# Menkhâourê Senââib
Menkhâourê Senââib est un souverain égyptien de la Deuxième Période intermédiaire.

## Attestations
Il fait partie des rois de la Deuxième Période intermédiaire non cités par le Canon royal de Turin, lacunaire ou perdu. La seule attestation contemporaine du règne de Menkhâourê Senââib est une stèle en calcaire peinte d'une qualité brute exceptionnelle découverte à Abydos et maintenant au Musée égyptien (CG 20517). La stèle donne une partie de la titulature du roi (nom de Sa-Rê, nom de Nesout-bity et nom d'Horus) et le montre portant la couronne Khépresh et adorant le dieu Min,.

## Position chronologique
Dans son étude de la Deuxième Période intermédiaire, Kim Ryholt développe l'idée proposée à l'origine par Detlef Franke selon laquelle, à la suite de l'effondrement de la XIIIe dynastie avec la conquête de Memphis par les Hyksôs, un royaume indépendant centré sur Abydos est né en Moyenne-Égypte. La dynastie d'Abydos désigne ainsi un groupe de roitelets locaux régnant pendant une courte période en Moyenne-Égypte. Ryholt note que Menkhâourê Senââib n'est attesté que par sa stèle d'Abydos et peut donc appartenir à cette dynastie. Cette conclusion est partagée par Darrell Baker mais pas par Jürgen von Beckerath, ni par Claude Vandersleyen, qui situent Menkhâourê Senââib vers la fin de la XIIIe dynastie,,. Quant à Julien Siesse, ce dernier pense que Menkhâourê Senââib est à situer dans la XVIe dynastie, car rien ne vient confirmer l'existence d'une dynastie d'Abydos, plusieurs rois attribués à cette dynastie par Ryholt ont commandé des stèles par le même atelier que celle de Sekhemrê-Ouahkhâou Râhotep, roi thébain, ce qui paraît peu vraisemblable s'ils sont de dynasties différentes.